# Doktorič
Doktorič je priimek več znanih Slovencev:
- Aleš Doktorič (1960—2022), kulturni organizator, filmski publicist
- David Fortunat Doktorič (1887—1962), rimskokatoliški duhovnik, publicist in glasbenik